# 丘帕德羅 (新墨西哥州)
丘帕德羅（英語：Chupadero）是位於美國新墨西哥州聖菲縣的普查規定居民點。

## 人口
根據2020年美國人口普查的數據，丘帕德羅的面積為4.68平方千米，皆為陸地。當地共有人口349人，而人口密度為每平方千米74.57人。